# Муни, Крэйг
Крэйг Дуглас Муни (англ. Craig Douglas Muni; род. 19 июля 1962, Торонто) — бывший канадский хоккеист, игравший на позиции защитника; трёхкратный обладатель Кубка Стэнли в составе «Эдмонтон Ойлерз» (1987, 1988, 1990). 

## Карьера

### Игровая карьера
На драфте НХЛ 1980 года был выбран в 2-м раунде под общим 25-м номером клубом «Торонто Мейпл Лифс». После выбора на драфте, он вернулся в «Кингстон Канадиенс», где отыграв половину сезона был обменян в «Уинсор Спитфайрз», где отыграл полтора сезона.
В течение четырёх полных сезонов он играл за фарм-клуб «Мейпл Лифс» «Сент-Катаринс Сайнтс», в которой был известен как результативный защитник. За четыре сезона, которые он был в системе «Мейпл Лифс», он сыграл только 19 матчей и по окончании сезона 1985/86 с ним не стали продлевать контракт.
В августе 1986 года в качестве свободного агента перешёл в «Эдмонтон Ойлерз», где отыграл семь полных сезонов, в составе которого в 1987, 1988 и 1990 годах выиграл три Кубка Стэнли.
В мае 1993 года был обменян на нападающего Майка Хадсона в «Чикаго Блэкхокс», в котором сыграл девять матчей. Отыграв старт нового сезона в «Блэкхокс», он был обменян в «Баффало Сейбрз», где отыграл два с половиной сезона.
По ходу сезона 1995/96 был обменян в «Виннипег Джетс», где отыграл до конца сезона. В последующие два сезона играл за «Питтсбург Пингвинз» (1996—1997) и «Даллас Старз» (1997—1998), в котором завершил карьеру по окончании сезона 1997/98 в возрасте 35 лет.

### Скаутская и тренерская деятельность
С 1999 по 2002 годы входил в скаутский кабинет клуба «Тампа-Бэй Лайтнинг».
С 2016 по 2019 годы был главным тренером женской хоккейной команды «Баффало Бьютис», с которой в 2017 году выиграл Кубок Изобель.